# FC Grand-Saconnex
FC Grand-Saconnex is een Zwitserse voetbalclub uit Le Grand-Saconnex, uit het Franstalige kanton Genève. De thuiswedstrijden worden gespeeld in het Centre sportif du Blanché, dat louter staanplaatsen heeft. De clubkleuren zijn rood en zwart. 

## Geschiedenis
In 1978 werd de vereniging opgericht. Parallel daarnaast werd begonnen met de bouw van het sportpark in Le Grand-Saconnex. Het gehele bestaan heeft het in de amateurreeksen gespeeld. In 2023 promoveerde FCGS voor het eerst in de geschiedenis naar de Promotion League, de hoogste amateurklasse. 